# Drum național 25
Der Drum național 25 (rumänisch für „Nationalstraße 25“, kurz DN25) ist eine Hauptstraße in Rumänien.

## Verlauf
Die Straße beginnt in Șendreni westlich von Galați, wo sie vom Drum național 2B (zugleich Europastraße 87) abzweigt. Sie folgt in einigem Abstand dem linken Ufer des Sereth und später des Bârlad nach Nordwesten, nimmt bei Hanu Conachii bei Fundenii Noi den kurzen, mit dem Drum național 23 verbindenden Drum național 25A auf und endet bei Tecuci am Drum național 24 (zugleich Europastraße 581).
Die Länge der Straße beträgt rund 68 km.